# リバーデイル (テレビドラマ)
『リバーデイル』（英語: Riverdale）は、アメリカ合衆国のテレビドラマ。The CWで2017年1月26日に初公開された。日本ではNetflixで配信されている。2023年放送のシーズン7を以て終了した。

## あらすじ
舞台はアメリカ東海岸の小さな街リバーデイル。一見完璧に見えるリバーデイルには秘密と闇が隠されていた。リバーデイルに住む高校生アーチー・アンドリュースとその友人たちの日常と、町で次々と起こる不可解な事件に迫るミステリー青春ドラマ。

## 登場人物
アーチー・アンドリュース
演 - KJ・アパ、声 - 星野健一
誠実な赤毛の少年。ベティとジャグヘッドとは小さい頃からの幼なじみ。アメフトのスター選手だが、ギターと歌が好きで音楽の道に進みたいと考えている。父親と犬のベガスと一緒に住んでいる。
ベティ・クーパー
演 - リリ・レインハート、声 - 高村晴香
優秀で心優しい金髪の少女。アーチーの隣の家に住んでおり、アーチーとは幼なじみ。小さい頃からアーチーに恋しているが、ジャグヘッドと付き合うようになる。文章を書くことが好きで、リバーデイル高校の新聞部の部長を務める。
ベロニカ・ロッジ
演 - カミラ・メンデス、声 - 長尾明希
おしゃれで自信満々な黒髪の少女。ニューヨークで裕福な暮らしをしていたが、父親が逮捕されたことにより両親の故郷であるリバーデイルに引っ越してきた。引っ越してすぐにベティやアーチーと仲良くなる。
ジャグヘッド・ジョーンズ
演 - コール・スプラウス、声 - 吉田健司
本名はフォーサイス・ペンドルトン・ジョーンズ・3世。理性的でいつも斜に構えたはみ出し者の少年。いつも王冠を象ったニット帽をかぶっている。アーチーとベティとは幼なじみ。アルコール依存症の父親から離れて放浪生活を送っている。文章を書くことが好きで、リバーデイルを舞台にした小説を書いている。ベティの頼みで新聞部の編集者になったことをきっかけに、ベティと付き合うようになる。
シェリル・ブロッサム
演 - マデライン・ペッチ、声 - 佐藤里緒
リバーデイル高校の女王的存在である赤毛の少女。チアリーディング部ヴィクセンズのリーダー。リバーデイル有数の裕福な家庭の娘であり、ジェイソンという双子の兄を溺愛している。
ハーマイオニー・ロッジ
演 - マリソル・ニコルズ、声 - 泉裕子→広瀬彩
ベロニカの母親。夫の逮捕後娘を連れてリバーデイルに帰ってきた。生計を立てるためダイナーでウェイトレスとして働き始める。アリスやフレッドとは高校の同級生で、高校時代フレッドと付き合っていた。
ジョシー・マッコイ (シーズン1〜3)
演 - アシュレー・マレー、声 - 水咲まりな
アーチーの友人で町長の娘。音楽の才能があり、ジョシーアンドプッシーキャッツというバンドを組んでいる。
アリス・クーパー
演 - メッチェン・アミック、声 - 永吉ユカ
ベティの母親。新聞社の共同経営者であり編集者。フレッドやFP、ハーマイオニーたちとは高校の同級生。厳格でベティをことあるごとにコントロールしようとする。
フレッド・アンドリュース (シーズン1〜3)
演 - ルーク・ペリー、声 - 風間秀郎
アーチーの父親で建設会社を経営している。弁護士である妻が出て行ってからは男手ひとつでアーチーを育ててきた。FPとは高校時代親友だった。
ハイラム・ロッジ (シーズン2〜)
演 - マーク・コンスエロス、声 - 長谷川敦央
ベロニカの父親。妻のハーマイオニーとは高校の同級生。怪しいビジネスを行っており、何らかの理由で逮捕され投獄された。
ケビン・ケラー
演 - ケイシー・コット、声 - 稲垣拓哉
アーチーやベティのゲイの友人。保安官の息子。毎年恒例のミュージカルでは監督を務める。
FPジョーンズ (シーズン1〜5)
演 - スキート・ウールリッチ、声 - 荻沢俊彦
ジャグヘッドの父親でサウスサイド・サーペントというギャングのリーダー。かつてはリバーデイル高校に通っており、フレッドやアリスとは親友だった。
レジー・マントル (シーズン1〜)
演 - ロス・バトラー（シーズン1）→チャールズ・メルトン（シーズン2〜）、声 - 藤高智大
アーチーの友人でアメフトチームでのライバル。有名ないたずら者。
トニ・トパーズ (シーズン2〜)
演 - ヴァネッサ・モーガン、声 - 御沓優子
サウスサイド・サーペントのメンバーでバイセクシュアル。ジャグヘッドとサウスサイド高校で出会い、友人になる。リバーデイル高校に転校してきてからはシェリルと付き合うようになる。